# Campylorhamphus procurvoides
El picoguadaña amazónico (Campylorhamphus procurvoides) es una especie de ave paseriforme de la familia Furnariidae, subfamilia Dendrocolaptinae, perteneciente al género Campylorhamphus. Diversos autores sostienen que la presente se divide en múltiples especies. Es nativa de la cuenca amazónica y del escudo guayanés en América del Sur.

## Nombres comunes
Se le denomina también trepador pico de hoz (en Venezuela), pico-guadaña de pico curvo (en Perú), picoguadaña piquicurvo (en Ecuador) o guadañero punteado (en Colombia).

## Distribución y hábitat
Las subespecies se distribuyen por el sureste de Colombia, hacia el este por el sur y este de Venezuela, por el escudo guayanés del noreste de Brasil,Guyana, Surinam y Guayana francesa, hacia el sur por el noreste de Ecuador, extremo noreste de Perú y por parte de la Amazonia brasileña, a occidente del río Madeira.
Esta especie es considerada poco común y local en su hábitat natural: los estratos medio y bajo de las selvas húmedas amazónicas de terra firme, hasta los 900 metros de altitud.

## Sistemática

### Descripción original
La especie C. procurvoides fue descrita por primera vez por el naturalista francés Frédéric de Lafresnaye en 1850 bajo el nombre científico Xiphorhynchus procurvoides; su localidad tipo es: «Cayena».

### Etimología
El nombre genérico masculino «Campylorhamphus» se compone de las palabras del griego «καμπυλος kampulos» que significa ‘curvado’, y «ῥαμφος rhamphos» que significa ‘pico’; y el nombre de la especie «procurvoides», es una composición del nombre específico de Dendrocolaptes procurvus (actualmente un sinónimo de Campylorhamphus trochilirostris) y de la palabra del griego «οιδης oidēs» que significa ‘semejante’, ‘que se parece’, destacando la semejanza con aquella especie.

### Taxonomía
Los análisis genético-moleculares recientes indican que es hermana de Campylorhamphus trochilirostris. Las evaluaciones de las variaciones geográficas se complican debido a las significativas variaciones individuales en la coloración general y en la extensión y el ancho del estriado, tanto en el dorso como por abajo.
Un estudio genético molecular de Aleixo et al. (2013), donde se describió una nueva especie Campylorhamphus gyldenstolpei, el picoguadaña del Tupana, propuso la elevación al rango de especies de todas las subespecies del complejo C. procurvoides: C. procurvoides sanus, C. procurvoides probatus, C. procurvoides multostriatus y las recientemente descritas C. gyldensyolpei y Campylorhamphus cardosoi, el picoguadaña del Tapajós. Sin embargo, en la Propuesta N° 623 al Comité de Clasificación de Sudamérica (SACC) se rechazó esta proposición, a pesar de reconocer que C. procurvoides se podría separar en tres grupos: el «grupo procurvoides» (con sanus y gyldenstolpei), el «grupo probatus» (con cardosoi) y el «grupo multostriatus», por lo que se decidió esperar por una nueva proposición.
Las clasificaciones Aves del Mundo (HBW) y Birdlife International ya reconocen a C. probatus (el picoguadaña del Tapajós) y a C. multostriatus (el picoguadaña del Xingu) como especies separadas, con base en notables diferencias de vocalización y también diferencias de plumaje, lo que también fue seguido más recientemente por el Congreso Ornitológico Internacional (IOC) y Clements Checklist/eBird.
El Comité Brasileño de Registros Ornitológicos (CBRO) reconoce todos los seis taxones como especies plenas: los picoguadañas de Rondônia (C. probatus), del Napo (C. sanus), del Xingu (C. multostriatus) y las recientemente descritas C. cardosoi y C. gyldestolpei, aparte de la nominal.
El taxón C. procurvoides successor Todd, 1948 se comprobó ser un sinónimo posterior de C. trochilirostris notabilis. La subespecie gyldenstolpei fue originalmente descrita como especie plena, pero, tanto vocal como genéticamente es muy próxima a la subespecie sanus, esta misma se diferencia pobremente de la nominal en la morfología.

### Subespecies
Según las clasificaciones del Congreso Ornitológico Internacional (IOC) y Clements Checklist/eBird se reconocen tres subespecies, con su correspondiente distribución geográfica:
- Campylorhamphus procurvoides sanus J.T. Zimmer, 1934 – noroeste de la Amazonia desde el sureste de Colombia (oeste de Meta, oeste de Caquetá), noreste de Ecuador (Sucumbíos) y extremo noreste de Perú hacia el este hasta el extremo noroeste de Brasil (alto río Negro), sur y este de Venezuela (sur de Amazonas, noreste de Bolívar; registros visuales en Monagas) y norte de Guyana.
- Campylorhamphus procurvoides gyldenstolpei Aleixo, Portes, Whittaker, Weckstein, Gonzaga, K.J. Zimmer, Ribas & Bates, 2013 – suroeste de Brasil al oeste del río Madeira y al sur del río Amazonas; probablemente en las adyacencias de Perú.
- Campylorhamphus procurvoides procurvoides (Lafresnaye, 1850) – noreste de la Amazonia en Surinam, Guayana francesa y norte de Brasil al norte del río Amazonas (bajo río Negro al este hasta Amapá).